# Ull

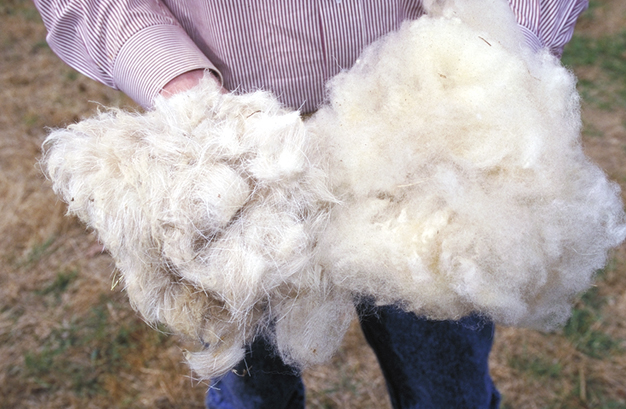
Ull från en forskningsanläggning i Arizona, USA.

Ull är hår från pälsen från olika djur, där det vanligaste är tamfår. Andra djur som lämnar ull är alpacka, kashmirget, angoraget, lama och kamel. Ull är en textil råvara som spinns till garn eller tråd. Den kan även användas till tovning eftersom ullfibern är täckt med epidermisfjäll.  
Eftersom ullen är "dragsvag", det vill säga har benägenhet att brista i längdriktningen, skiljer den sig från andra textila material, vilket också givit upphov till en särskild ylleindustri, i viss mån skild från textilindustrins övriga utveckling. 
Med konstull och rivull avses återvunnen ull. Återvinning av ull var tidigare en viktig del av ylleindustrin, men har nu minskat i betydelse. Under 1950-talet användes benämningen stickylle på återvunnen ull från ylletrikå och shoddy på återvunnen ull från löst vävda ylletyger. 
Olika djurarter har olika typer av ull. Ullfällen består vanligtvis av bottenull och täckhår. Bottenullen är kortfibrigare och mjukare än den täckande. Genom medveten avel har man tagit fram får som har en päls nästan helt bestående av bottenull. Avel har också gjorts för att få fram djur med mest täckhår. Det svenska pälsfåret har avlats mot att minska mängden bottenull. För att locken ska vara så glansig och "otovig" som bara är möjligt, när fällarna används i heminredningen.
Ull tros vara en av de tidigast använda textila råvarorna. Den äldsta metoden att ta vara på ull är att "nappa" den, plocka eller kamma den från djurets päls. Metoden kan bara användas på arter som naturligt fäller sin vinterull. Senare började man klippa ullen i ett sammanhängande sjok från kroppen med en ullsax, numera vanligen elektrisk. Ullen bereds därefter genom kamning eller kardning, innan den spinns till garn eller tovas.

## Ullsorter efter ursprung
- Fårull – från tamfår varierar i kvalitet och egenskaper men är på de flesta ställen i världen den vanligaste ullen.
  - Merino – en mjuk ullsort från merinofår.
- Ull från lamadjur
  - Vikunjaull – mycket mjuk, fin och dyrbar ull från vikunja.
  - Alpackaull – mjuk och glansig ull från djuret alpacka.
  - Lamaull – liknar alpackaull men är lite grövre. Från lama.
- Övriga ullsorter
  - Angoraull – mycket mjuk ull från angorakanin.
  - Kamelull – mjuk, krusig och finfibrig ull från baktrisk kamel.
  - Kashmirull – mjuk och finfibrig ull från kashmirget.
  - Mohair – grov, långfibrig, mjuk och glansig ull från angoraget.
  - Nöthår – korta och grova hår från nötkreatur.
  - Marsvinsull – grova och krusiga hår från marsvin.

## Ullsorter efter grovlek
- Fin ull
  - Merino
- Medelfin ull
  - Crossbred/Cheviot
- Grov ull
  - Mattull/Grovull